# Lena Bergqvist
Lena Birgitta Elisabeth Bergqvist, född 19 november 1945, är en svensk skådespelare, sångerska och musikalartist. Hon utexaminerades från Dramatens elevskola 1968.
Hon medverkade 1971 i musikalen Oh! Calcutta!. 1974 deltog Lena Bergqvist i Melodifestivalen.

## Filmografi
- 1954 – Ung sommar
- 1970 – Eva och Bengt
- 1971 – Dagmars heta trosor
- 1973 – Smutsiga fingrar
- 1980 – Spela Allan
- 1981 – Operation Leo
- 1982 – Ta den ring (TV-serie)
- 1983 – Lyckans ost
- 1994 – Polis polis potatismos
- 1996 – Taxi 234 (TV-serie)

## Teater

### Roller
| År   | Roll        | Produktion                                          | Regi                 | Teater                           |
| ---- | ----------- | --------------------------------------------------- | -------------------- | -------------------------------- |
| 1968 |             | ”SOS” eller Sanningen Om Säkerheten Tore Zetterholm | Lars Gerhard Norberg | Norrköping-Linköping stadsteater |
| 1968 |             | Lycko-Pers resa August Strindberg                   | Riber Björkman       | Norrköping-Linköping stadsteater |
| 1968 | Helen       | Biografi Max Frisch                                 | Torsten Sjöholm      | Norrköping-Linköping stadsteater |
| 1969 |             | Vem har rätt? Tom Lagerborg och Martha Vestin       | Riber Björkman       | Norrköping-Linköping stadsteater |
| 1971 | Medverkande | Oh! Calcutta! Kenneth Tynan                         | Hans Bergström       | Folkan                           |
| 1984 |             | Gamle Adam Franz Arnold och Ernst Bach              | Per Gerhard          | Vasateatern                      |